# 러브 크리스티안
러브 크리스티안(헝가리어: Rabb Krisztián, 2001년 11월 10일~)은 헝가리의 펜싱 선수로 주 종목은 사브르이다. 2024년 하계 올림픽에서 남자 사브르 단체전 은메달을 획득했다.

## 경력
러브는 2001년 부다페스트에서 태어났다.
2018년 10월에 아르헨티나 부에노스아이레스에서 열린 2018년 하계 청소년 올림픽에 참가했고 개인전과 단체전에서 금메달을 획득했다.
2023년 7월 중화인민공화국 청두에서 열린 유니버시아드 단체전에서 5위에 올랐다.
2024년 6월 튀르키예 안탈리아에서 열린 2024년 유럽 U-23 선수권 대회에 참가하여 단체전 동메달을 획득했으며 같은 달에 스위스 바젤에서 열린 2024년 유럽 선수권 대회에서 헝가리팀의 단체전 우승에 기여했다. 같은 해 7월에는 프랑스 파리에서 열린 2024년 하계 올림픽에 참가하면서 선수 경력 첫 올림픽에 출전했다. 그는 단체전에만 출전했고 이탈리아와의 8강전과 이란과의 준결승에서 헝가리팀의 승리에 기여했다. 이후 대한민국과의 결승전에서 패하여 은메달을 획득했다.
2025년 6월 러브는 제노바에서 열린 2025년 유럽 선수권 대회에 참가했고 단체전 우승을 차지했다. 같은 해 7월 조지아 트빌리시에서 열린 2025년 세계 선수권 대회에서도 단체전 우승을 차지했다.